# Dinamarca en la Copa Mundial de Fútbol de 2010
La Selección de Dinamarca fue uno de los 32 equipos participantes de la Copa Mundial de Fútbol de 2010, que se realizó en Sudáfrica.
Entre sus jugadores se destacaron figuras como Daniel Agger, Daniel Jensen, Christian Poulsen, Dennis Rommedahl, Nicklas Bendtner, y el capitán Jon Dahl Tomasson, que son entrenados por Morten Olsen.

## Clasificación

### Grupo 1
| Equipo    | Pts | PJ | PG | PE | PP | GF | GC | Dif |
| --------- | --- | -- | -- | -- | -- | -- | -- | --- |
| Dinamarca | 21  | 10 | 6  | 3  | 1  | 16 | 5  | 11  |
| Portugal  | 19  | 10 | 5  | 4  | 1  | 17 | 5  | 12  |
| Suecia    | 18  | 10 | 5  | 3  | 2  | 13 | 5  | 8   |
| Hungría   | 16  | 10 | 5  | 1  | 4  | 10 | 8  | 2   |
| Albania   | 7   | 10 | 1  | 4  | 5  | 6  | 13 | -7  |
| Malta     | 1   | 10 | 0  | 1  | 9  | 0  | 26 | -26 |

| Fecha                    | Lugar      |           |                      | Resultado |                      |           |
| ------------------------ | ---------- | --------- | -------------------- | --------- | -------------------- | --------- |
| 6 de septiembre de 2008  | Budapest   | Hungría   | Bandera de Hungría   | 0:0       | Bandera de Dinamarca | Dinamarca |
| 10 de septiembre de 2008 | Lisboa     | Portugal  | Bandera de Portugal  | 2:3 (1:0) | Bandera de Dinamarca | Dinamarca |
| 11 de octubre de 2008    | Copenhague | Dinamarca | Bandera de Dinamarca | 3:0 (2:0) | Bandera de Malta     | Malta     |
| 28 de marzo de 2009      | Ta' Qali   | Malta     | Bandera de Malta     | 0:3 (0:2) | Bandera de Dinamarca | Dinamarca |
| 1 de abril de 2009       | Copenhague | Dinamarca | Bandera de Dinamarca | 3:0 (2:0) | Bandera de Albania   | Albania   |
| 6 de junio de 2009       | Solna      | Suecia    | Bandera de Suecia    | 0:1 (0:1) | Bandera de Dinamarca | Dinamarca |
| 5 de septiembre de 2009  | Copenhague | Dinamarca | Bandera de Dinamarca | 1:1 (1:0) | Bandera de Portugal  | Portugal  |
| 9 de septiembre de 2009  | Tirana     | Albania   | Bandera de Albania   | 1:1 (0:1) | Bandera de Dinamarca | Dinamarca |
| 10 de octubre de 2009    | Copenhague | Dinamarca | Bandera de Dinamarca | 1:0 (0:0) | Bandera de Suecia    | Suecia    |
| 14 de octubre de 2009    | Copenhague | Dinamarca | Bandera de Dinamarca | 0:1 (0:1) | Bandera de Hungría   | Hungría   |

## Preparación

### Partidos amistosos
| Fecha              | Lugar      |           |                      | Resultado |                      |           |
| ------------------ | ---------- | --------- | -------------------- | --------- | -------------------- | --------- |
| 3 de marzo de 2010 | Viena      | Austria   | Bandera de Austria   | 2:1       | Bandera de Dinamarca | Dinamarca |
| 27 de mayo de 2010 | Aalborg    | Dinamarca | Bandera de Dinamarca | 2:0       | Bandera de Senegal   | Senegal   |
| 1 de junio de 2010 | Roodepoort | Australia | Bandera de Australia | 1:0       | Bandera de Dinamarca | Dinamarca |

## Jugadores
| #     | Nombre              | Posición      | Edad | PJ Sel | Club             |
| ----- | ------------------- | ------------- | ---- | ------ | ---------------- |
| 1     | Thomas Sørensen     | Portero       | 33   | 86     | Stoke City       |
| 2     | Christian Poulsen   | Mediocampista | 30   | 73     | Juventus         |
| 3     | Simon Kjær          | Defensa       | 21   | 9      | Palermo          |
| 4     | Daniel Agger        | Defensa       | 25   | 31     | Liverpool FC     |
| 5     | William Kvist       | Mediocampista | 25   | 13     | FC Copenhague    |
| 6     | Lars Jacobsen       | Defensa       | 30   | 30     | Blackburn Rovers |
| 7     | Daniel Jensen       | Mediocampista | 30   | 48     | Werder Bremen    |
| 8     | Jesper Grønkjær     | Delantero     | 32   | 77     | FC Copenhague    |
| 9     | Jon Dahl Tomasson   | Delantero     | 33   | 109    | Feyenoord        |
| 10    | Martin Jorgensen    | Delantero     | 30   | 146    | ACF Fiorentina   |
| 11    | Nicklas Bendtner    | Delantero     | 22   | 32     | Arsenal FC       |
| 12    | Thomas Kahlenberg   | Mediocampista | 27   | 31     | VfL Wolfsburgo   |
| 13    | Per Krøldrup        | Defensa       | 30   | 29     | ACF Fiorentina   |
| 14    | Jakob Poulsen       | Mediocampista | 26   | 12     | AGF Aarhus       |
| 15    | Simon Poulsen       | Defensa       | 26   | 4      | AZ Alkmaar       |
| 16    | Stephan Andersen    | Portero       | 28   | 6      | Brøndby IF       |
| 17    | Mikkel Beckmann     | Delantero     | 26   | 4      | Randers FC       |
| 18    | Søren Larsen        | Delantero     | 28   | 18     | Duisburgo        |
| 19    | Dennis Rommedahl    | Delantero     | 31   | 95     | Ajax Ámsterdam   |
| 20    | Thomas Enevoldsen   | Mediocampista | 22   | 5      | FC Groningen     |
| 21    | Christian Eriksen   | Mediocampista | 18   | 3      | Ajax Ámsterdam   |
| 22    | Jesper Christiansen | Portero       | 32   | 11     | FC Copenhague    |
| 23    | Patrick Mtiliga     | Defensa       | 29   | 3      | Málaga CF        |
| D. T. | Morten Olsen        |               |      |        |                  |

## Participación

### Grupo E
| Equipo       | Pts | PJ | PG | PE | PP | GF | GC | Dif |
| ------------ | --- | -- | -- | -- | -- | -- | -- | --- |
| Países Bajos | 9   | 3  | 3  | 0  | 0  | 5  | 1  | 4   |
| Japón        | 6   | 3  | 2  | 0  | 1  | 4  | 2  | 2   |
| Dinamarca    | 3   | 3  | 1  | 0  | 2  | 3  | 6  | -3  |
| Camerún      | 0   | 3  | 0  | 0  | 3  | 2  | 5  | -3  |

- Nota: La hora mostrada corresponde a la hora local de Sudáfrica (UTC+2).

| 14 de junio de 2010, 13:30 | Países Bajos                | 2:0 (0:0) | Dinamarca | Estadio Soccer City, Johannesburgo                                    |                                                                       |
|                            | Agger 46' (a.g.) · Kuyt 84' | Reporte   |           | Asistencia: 83.465 espectadores Árbitro(s): Stephane Lannoy (Francia) | Asistencia: 83.465 espectadores Árbitro(s): Stephane Lannoy (Francia) |

| 19 de junio de 2010, 20:30 | Camerún  | 1:2 (1:1) | Dinamarca                    | Estadio Loftus Versfeld, Pretoria                                     |                                                                       |
|                            | Eto'o 9' | Reporte   | Bendtner 32' · Rommedahl 60' | Asistencia: 38.704 espectadores Árbitro(s): Jorge Larrionda (Uruguay) | Asistencia: 38.704 espectadores Árbitro(s): Jorge Larrionda (Uruguay) |

| 24 de junio de 2010, 20:30 | Dinamarca    | 1:3 (0:2) | Japón                              | Estadio Royal Bafokeng, Rustenburg                                   |                                                                      |
|                            | Tomasson 80' | Reporte   | Honda 16' · Endō 29' · Okazaki 86' | Asistencia: 27.967 espectadores Árbitro(s): Jerome Damon (Sudáfrica) | Asistencia: 27.967 espectadores Árbitro(s): Jerome Damon (Sudáfrica) |